# ری درینکوت
ری درینکوت (انگلیسی: Ray Drinkwater; ۱۸ مهٔ ۱۹۳۱ – ۲۴ مارس ۲۰۰۸) بازیکن فوتبال اهل بریتانیا بود.
از باشگاه‌هایی که در آن بازی کرده‌است می‌توان به باشگاه فوتبال کویینز پارک رنجرز اشاره کرد.